# ドイツ民主共和国国家評議会議長
ドイツ民主共和国国家評議会議長（ドイツみんしゅきょうわこくこっかひょうぎかいぎちょう、ドイツ語:  Staatsratsvorsitzender der Deutschen Demokratischen Republik）は、ドイツ民主共和国（東ドイツ）の憲法及び法律の解釈をする権利などを担った機関であり、国家評議会の議長であり、同国の国家元首である。
ソビエト連邦の国家元首である最高会議幹部会議長と同様に儀礼的なものである。

## 概要
国家評議会は、1990年4月の憲法改正まで、憲法第66条で「ドイツ民主共和国を国際法上代表する」とされ、第69条で「議長は、国家評議会の仕事を指導する」とされていたため、1960年から1990年までの間、国家評議会議長は国家元首に相当する官職であった。

## 歴史
建国当初の東ドイツでは大統領制が導入され、ドイツ社会主義統一党のヴィルヘルム・ピークが初代大統領となった。1960年にピークが在任のまま死去すると、ヴァルター・ウルブリヒトが大統領制を廃止し、ドイツ民主共和国憲法の規定を改正して人民議会から選出される国家評議会が集団で国家元首の機能を果たすこととされたが、実質的には国家評議会議長が元首にあたる役職を務めることになった。しかし、国家評議会議長は名誉職的な地位であり、実権はドイツ社会主義統一党書記長が握っていた。元首格の国家評議会議長、ドイツ社会主義統一党の最高指導者である書記長、閣僚評議会の議長である閣僚会議議長（首相）を兼任させずに分離した体制をトロイカ体制と呼ぶ。しかし、東ドイツの歴代指導者は国家評議会議長を兼任することが多かった。

## 歴代国家評議会議長
| 代 | 議長                                                  | 議長 | 所属政党                     | 就任           | 退任           |
| -- | ----------------------------------------------------- | ---- | ---------------------------- | -------------- | -------------- |
| 1  | ヴァルター・ウルブリヒト Walter Ulbricht              |      | ドイツ社会主義統一党 （SED） | 1960年9月12日  | 1973年8月1日   |
| -  | フリードリヒ・エーベルト Friedrich Ebert （議長代行） |      | ドイツ社会主義統一党 （SED） | 1973年8月1日   | 1973年10月3日  |
| 2  | ヴィリー・シュトフ Willi Stoph                        |      | ドイツ社会主義統一党 （SED） | 1973年10月3日  | 1976年10月29日 |
| 3  | エーリッヒ・ホーネッカー Erich Honecker               |      | ドイツ社会主義統一党 （SED） | 1976年10月29日 | 1989年10月24日 |
| 4  | エゴン・クレンツ Egon Krenz                           |      | ドイツ社会主義統一党 （SED） | 1989年10月24日 | 1989年12月6日  |
| 5  | マンフレート・ゲルラッハ Manfred Gerlach              |      | ドイツ自由民主党 （LDPD）    | 1989年12月6日  | 1990年4月5日   |